# Episodi di Streghe (serie televisiva 2018) (terza stagione)
La terza stagione della serie televisiva Streghe, composta da 18 episodi, è stata trasmessa in prima visione negli Stati Uniti sull'emittente televisiva The CW dal 24 gennaio al 23 luglio 2021.
In Italia è andata in onda dal 6 luglio al 29 luglio 2021 in prima visione su Rai 4, alle 15:55.
| n° | Titolo originale                                    | Titolo italiano                                | Prima TV USA     | Prima TV Italia |
| -- | --------------------------------------------------- | ---------------------------------------------- | ---------------- | --------------- |
| 1  | An Inconvenient Truth                               | Una scomoda verità                             | 24 gennaio 2021  | 6 luglio 2021   |
| 2  | Someone's Going to Die                              | Qualcuno deve morire                           | 31 gennaio 2021  | 7 luglio 2021   |
| 3  | Triage                                              | Il sacrificio più grande                       | 14 febbraio 2021 | 8 luglio 2021   |
| 4  | You Can’t Touch This                                | Non toccare                                    | 21 febbraio 2021 | 9 luglio 2021   |
| 5  | Yew Do You                                          | Mepte ama                                      | 28 febbraio 2021 | 12 luglio 2021  |
| 6  | Private Enemy No. 1                                 | Nemico privato numero 1                        | 14 marzo 2021    | 13 luglio 2021  |
| 7  | Witch Way Out                                       | Via d'uscita                                   | 21 marzo 2021    | 14 luglio 2021  |
| 8  | O, The Tangled Web                                  | Matassa ingarbugliata                          | 28 marzo 2021    | 15 luglio 2021  |
| 9  | No Hablo Brujeria                                   | Combinazione di magie                          | 11 aprile 2021   | 16 luglio 2021  |
| 10 | Bruja-Ha                                            | La scala della Bruja                           | 18 aprile 2021   | 19 luglio 2021  |
| 11 | Witchful Thinking                                   | Il contrappasso delle streghe                  | 7 maggio 2021    | 20 luglio 2021  |
| 12 | Spectral Healing                                    | Fantasmi                                       | 14 maggio 2021   | 21 luglio 2021  |
| 13 | Chaos Theory                                        | La teoria del caos                             | 21 maggio 2021   | 22 luglio 2021  |
| 14 | Perfecti Is the Enemy of Good                       | La perfezione è nemica del bene                | 11 giugno 2021   | 23 luglio 2021  |
| 15 | Schrodinger's Future                                | Il gatto di Schrodinger                        | 18 giugno 2021   | 26 luglio 2021  |
| 16 | What to Expect When You're Expecting the Apocalypse | Cosa aspettarti quando ti aspetti l'Apocalisse | 25 giugno 2021   | 27 luglio 2021  |
| 17 | The Storm Before the Calm                           | La tempesta prima della calma                  | 16 luglio 2021   | 28 luglio 2021  |
| 18 | I Dreamed a Dream...                                | Ho sognato un sogno...                         | 23 luglio 2021   | 29 luglio 2021  |